# チャーリー・ヒートン
チャーリー・ヒートン（Charlie Ross Heaton、1994年2月6日 - ）はイギリスの俳優、ミュージシャン。

## 生い立ち
イギリスのヨークシャー州ブリドリントンで生まれ、16才のときにロンドンへ移った。ノイズロックバンド「Comanechi」にドラマーとして参加し、1年以上ツアーにも同行した。

## 俳優業
俳優としてのデビューは2015年、ITVの刑事ドラマ「主任警部アラン・バンクス」出演による。同局の別の刑事ドラマやBBCの医療ドラマの客演を経て、翌2016年Netflixオリジナルドラマ『ストレンジャー・シングス 未知の世界』でジョナサン役を演じ知名度を上げる。
恐怖映画「シャットイン（原題）」（Shut In））でナオミ・ワッツとオリヴァー・プラットと共演、2017年、X-MEN新シリーズ「ニュー・ミュータント」（2019年8月公開予定）の制作発表でキャノンボール役に決まったことが伝わった。

## 私生活
- 2017年10月、アメリカにおける『ストレンジャー・シングス 未知の世界』シーズン2のプレミア放映のためロサンゼルス国際空港に到着したヒートンは、コカインの痕跡の疑いをかけられて入国を認められず、ロンドンへ戻された[13][14]。当局の発表によると所持していた量が少なかったため、現行犯逮捕はされていない。
- ブルドリントンにいた頃の元恋人（日本人）との間に息子がひとりいる[15]。
- 「ストレンジャーシングス」ナンシー役のナタリア・ダイアーと交際している。

## 出演作品

### 映画
| 年   | 題名                                                         | 役名                            |
| ---- | ------------------------------------------------------------ | ------------------------------- |
| 2015 | キング・オブ・ギャングスター Rise of the Footsoldier Part II | ディーラー                      |
| 2017 | マローボーン家の掟 Marrowbone                                | ビリー・マローボーン            |
| 2020 | ニュー・ミュータント The New Mutants                         | サム・ガスリー / キャノンボール |

### テレビ
| 年    | 題名                                                | 役名                   | 備考                                 |
| ----- | --------------------------------------------------- | ---------------------- | ------------------------------------ |
| 2015  | 主任警部アラン・バンクス DCI Banks                  | ゲイリー・マクレディ   | 2エピソード                          |
| 2015  | ヴェラ～信念の女警部～ Vera                         | ライリー               | シーズン5 第1話 "届かぬ思い"         |
| 2016- | ストレンジャー・シングス 未知の世界 Stranger Things | ジョナサン・バイヤーズ | Netflixオリジナルドラマ 26エピソード |

## 受賞、候補
| 年   | 賞                       | 部門                                              | 候補作                   | 結果 |
| ---- | ------------------------ | ------------------------------------------------- | ------------------------ | ---- |
| 2017 | 第23回全米映画俳優組合賞 | 全米映画俳優組合賞アンサンブル賞 (ドラマシリーズ) | ストレンジャー・シングス | 受賞 |